# Stazione di Minami-Ōta
La stazione di Minami-Ōta (南大田駅?, Minami-Ōta-eki) è una stazione ferroviaria di Yokohama, città della prefettura di Kanagawa. Si trova nel quartiere di Minami-ku, ed è servita dalla linea principale delle Ferrovie Keikyū.

## Linee
Ferrovie Keikyū
● Linea Keikyū principale

## Struttura
La stazione è costituita da due marciapiedi laterali con due binari passanti su viadotto, collegati al mezzanino sottostante da scale fisse, mobili e ascensori. In mezzo ai due binari di fermata sono presenti due binari di tracciato corretto per il transito ad alta velocità dei treni di categoria superiore.
| 1 | ● Linea Keikyū principale | per Kami-Ōoka, Yokosuka-Chūō, Uraga e Misaki-Sanguchi                                        |
| 2 | ● Linea Keikyū principale | per Yokohama, Keikyū Kawasaki, Keikyū Kamata,per Haneda Aeroporto, Shinagawa e linea Asakusa |

## Stazioni adiacenti
| «                       | Servizio                                      | »                       |
| Linea Keikyū principale | Linea Keikyū principale                       | Linea Keikyū principale |
| ----------------------- | --------------------------------------------- | ----------------------- |
| Koganechō               | Locale                                        | Idogaya                 |
| Transito                | Espresso Aeroporto                            | Transito                |
| Transito                | Espresso Limitato                             | Transito                |
| Transito                | Esp. Lim. Rapido verde Esp. Lim. Rapido viola | Transito                |
| Transito                | Keikyū Wing                                   | Transito                |